# Euscorpius biokovensis
Espèce
Euscorpius biokovensis est une espèce de scorpions de la famille des Euscorpiidae.

## Distribution
Cette espèce se rencontre en Croatie en Dalmatie et en Bosnie-Herzégovine en Herzégovine dans des grottes.

## Description
Le mâle holotype mesure 35,04 mm et la femelle paratype 33,94 mm.

## Étymologie
Son nom d'espèce, composé de biokov[o] et du suffixe latin -ensis, « qui vit dans, qui habite », lui a été donné en référence au lieu de sa découverte, le Biokovo.

## Publication originale
- Tropea & Ozimec, 2020 : Another new species of Euscorpius Thorell, 1876 from the caves of Croatia and Bosnia-Herzegovina (Scorpiones: Euscorpiidae), with notes on biogeography and cave ecology. Euscorpius, no 308, p. 1-13 (texte intégral).